# Comtat de Lucena
El Comtat de Lucena és un títol nobiliari espanyol creat per la reina Isabel II en 1847 a favor de Leopoldo O'Donnell y Jorís, I Duc de Tetuán.

## Història
El Comtat de Lucena, es va concedir amb el vescomtat previ d'Aliaga. La concessió d'un títol de comte, amb un vescomtat previ, era pur formulisme, que en cap cas suposava la concessió de dos títols. La seva denominació fa referència a la localitat castellonenca de Llucena.
El títol de vescomte, per ser efectiu havia de concedir-se com a tal i, per tant, independent de qualsevol altre, com per exemple el Vescomtat de Linares. En el cas del Comtat de Lucena, els dos primers comtes es van intitular "comtes de Lucena" i "vescomtes d'Aliaga". El d'afegir el títol de vescomte al de comte ha estat bastant freqüent, encara que fos vescomtat previ, encara que mai s'ha admès en cap cercle oficial.
EL vescomtat d'Aliaga, va deixar d'usar-se, estant actualment anul·lat legalment, com la majoria dels vescomtats previs.

## Comte de Lucena
- Leopoldo O'Donnell y Jorís,[1] (Santa Cruz de Tenerife, 12 de gener de 1809 - Biàrritz, França, 5 de novembre de 1867), I Comte de Lucena en 1847. I Duc de Tetuán. Sin sucesión directa.

- Carlos O'Donnell y de Abreu, el seu nebot, (València, 1 de juny de 1834 - Madrid, 9 de febrer de 1903),  II Comte de Lucena. També II Duc de Tetuán. Va intervenir amb els seus oncles Leopoldo i Enrique, en la Guerra del Marroc (1859-1860). Va evolucionar de militar en la Unió Liberal i ambaixador després a Brussel·les, Viena i Lisboa a posicions bastant conservadores amb els governs d'Antonio Cánovas del Castillo com a Senador Vitalici, segons llei, del Senat.

- Juan O'Donnell y Vargas, (Madrid, 1864 - casa 1928), III Comte de Lucena, III Duc de Tetuán. General de Cavalleria. Ministre de la Guerra des de 1925 durant la Dictadura de Primo de Rivera fins a la seva defunció, en què va ser substituït pel General Julio Ardanaz y Crespo. Li va succeir la seva filla:

- Blanca O'Donnell y Díaz de Mendoza, IV Comtessa de Lucena, V duquessa de Tetuán. Sense descendents.

- Leopoldo O'Donnell y Lara, (Madrid, 1915 - casa Màlaga 2004), V Comte de Lucena, VI Duc de Tetuán, VII marquès de Las Salinas.

- Hugo O'Donnell y Duque de Estrada, (Setembre de 1948 - casa 1973 - ????), VI Comte de Lucena, VII Duce de Tetuán. Acadèmic de la Reial Acadèmia de la Història.

- Alfonso O'Donnell y Armada, VII Comte de Lucena. Nascut el març de 1984, 4t fill home del matrimoni.